# 江藤純平
江藤 純平（えとう じゅんぺい、1971年5月20日 - ）は、日本の俳優。大分県別府市出身。身長185cm、体重76kg。2021年3月21日からHigh Endz（ハイエンド）所属。2024年の末をもって同事務所を退所、現在は在京、タクシーの運転手をしつつ俳優復帰を志している。

## 人物
- 資格：普通自動車免許、中型自動二輪免許
- 特技：大分弁、居合切り、水泳、バスケットボール、卓球、殺陣[3]
- 大分県立別府鶴見丘高等学校を卒業し上京[2]。
- 江藤 純名義で、オリジナルビデオ版『BE-BOP-HIGHSCHOOL』菊リン（菊永淳一）役を演じる。その後、映画『アウトレイジ』など悪役を中心に出演。
- 2012年、劇団マロキチを立ち上げ、主宰。
- 41歳の時、俳優を休業し、地元大分に帰郷し4年間過ごす[1]。その後、2017年公開の映画『じんじん〜其のニ〜』（監督：山田大樹）の出演で上京し、俳優活動を再開した[1]。

## 出演

### 映画・オリジナルビデオ
- 哭きの竜3（1996年、監督：高橋伴明） - マサ
- バウンス ko GALS（1997年、監督：原田眞人） - ナリ
- BE-BOP-HIGHSCHOOL 愛徳・立花死闘篇（1998年、監督：成田裕介） - 菊リン
- BE-BOP-HIGHSCHOOL 頂上戦争・不良狩り篇（1999年、監督：伊藤裕彰） - 菊リン
- BE-BOP-HIGHSCHOOL 血染めの学ラン・殉愛篇（1999年、監督：伊藤裕彰） - 菊リン
- 6週間 プライヴェートモーメント（1999年、監督：塩屋俊） - 江藤純
- 極妻任侠道 夜叉の舞（2001年） - 南条組組員
- COSMIC RESCUE（2003年、監督：佐藤信介） - 金田
- 岸和田少年愚連隊 カオルちゃん最強伝説 妖怪地獄（2003年、宮坂武志監督） - 神田組組員
- 九転十起の男 激動編（2007年、監督：市川徹） - 益田孝
- 0からの風（2007年、監督：塩屋俊） - 厚木中央警察署刑事
- 白竜7 白竜暗殺計画（2009年、監督：旭政嗣） - 村西康成
- クローズZERO II（2009年、監督：三池崇史） - 滝谷組組員
- アウトレイジ（2010年、監督：北野武） - 山王会池元組若頭小沢の手下
- アメイジング グレイス（2011年3月5日） - 赤沼[4]
- CUT（2011年、監督：アミール・ナデリ） - ヤクザ
- スマグラー おまえの未来を運べ（2011年、監督：石井克人） - 密売人
- 種まく旅人〜みのりの茶〜（2012年、監督：塩屋俊） - 金次郎の友人
- カラアゲ☆USA（2014年、監督：瀬木直貴） - 高橋和人
- 身体を売ったらサヨウナラ（2016年、監督：内田英治）
- 制覇9・10（2016年、監督：悲雄二） - 愛狭会理事長 蓮見清志朗
- じんじん〜其の二〜（2017年、監督：山田大樹） - 望月
- 頂点（てっぺん）2（2017年） - 川本興業 片桐三兄弟 正信
- 耳かきランデブー（2017年、監督：ふくだみゆき）
- YOKOHAMA BLACK3・4（2017年・2018年） - 熊田匠吾
- スカブロ（2018年、監督：矢城潤一） - 映画監督
- 襟まき女〜闇のアサシン〜（2018年、監督：井川楊枝） - 江頭健
- 日本統一41・42・43・53・54（2020-2022年、監督：辻祐之） - 旧・二代目鶴見組本部長→丸神会二代目水神会東龍会会長 東野常夫(道夫の実弟)
- 日本統一外伝　田村悠人（2021年、監督：辻祐之） - 丸神会二代目水神会東龍会会長 東野常夫
- ヘルドッグス（2022年、監督：原田眞人）- ナリ
- とどのつまり（2022年、監督：片山享）
- わかりません（2022年、監督：片山享）

### テレビドラマ
- 交渉人（2003年、WOWOW） - ブルー
- ロス:タイム:ライフ Life in additionaltime（2008年、フジテレビ）
- 仮面ライダーキバ 第34話「ノイズ・破壊の旋律」（2008年9月28日、テレビ朝日） - 脱獄犯
- ごくせん 第3シリーズ（2008年、日本テレビ） - チンピラ
- サラリーマン金太郎（2008年、テレビ朝日） - ヤクザ
- 陽炎の辻3（2009年、NHK総合） - 一徳寺大願
- トミカヒーロー レスキューファイアー（2009年、テレビ東京）
- ゴーストフレンズ（2009年、日本TV）
- 白い春（2009年、関西テレビ） - チンピラ
- 魔女裁判（2009年、フジテレビ） - 記者
- 僕の妹（2009年、TBS）
- BOSS（2009年、フジテレビ） - 古葉治
- NHK大河ドラマ 龍馬伝（2010年、NHK） - 職人
- ハンチョウ〜神南署安積班〜 シリーズ2 File.05「拉致された妹…パスポートが語る嘘と真実」（2010年2月8日、TBS） - 高田
- 黄金の豚-会計検査庁 特別調査課-（2010年、日本テレビ）
- 女帝 薫子（2010年、テレビ朝日）
- ヤメ刑探偵 加賀美塔子 第1作「復讐の歯車」（2011年6月6日、TBS） - 須藤
- 下流の宴 第1回「息子のオンナ」（2011年5月31日、NHK） - 直樹(幼少期)の父親
- 悪党〜重犯罪捜査班（2011年、TV朝日）
- 緑川警部 第3作「緑川警部 VS 殺人トランプ」（2011年9月12日）
- もうひとつの境遇（2011年、TV朝日）
- プレミアムドラマ 今日も地獄でお待ちしています（2013年、NHK） - 響一のボディーガード
- NHK大河ドラマ おんな城主 直虎 第32回「復活の火」（2017年8月13日、NHK） - 関口の郎党
- 相棒16 第12話「暗数」（2018年1月17日、テレビ朝日） - 川崎北警察署 刑事課長
- 家政夫のミタゾノ4 第7話「ゴーストライター」（2020年7月17日、テレビ朝日） - 刑事
- ドラゴン桜 第2話「人生の大勝負!お前の道はお前が決めろ!」（2021年5月2日、TBS）
- 時をかける流れ星！（2021年、YouTube）- 主演
- 階段下のゴッホ 第7話「拝啓ゴッホ様」（2022年11月2日、TBS）- 平和哉
- ファーストペンギン! 第6話「テレビ出演で港に大波乱!?」（2022年11月9日、日本テレビ）- 汐ヶ浦漁港組合長
- あなたは私におとされたい 第3〜5話（2023年1〜2月、毎日放送）- 今井修造

### 舞台
- 五ヶ瀬村大字三ヶ所谷下ル（2007年、演出：布施博） - 光
- やぶからぼうにレインボー（2008年、演出：布施博） - 土方健

### CM
- ふたばタクシー（2015年）
- ネスカフェ ゴールドブレンド バリスタ i[アイ] 「娘からのプレゼント」篇（2017年）
- ヤマハゴルフ（2017年）
- FWD富士生命「はじめては、一生つづく。」篇（2019年）
- 信金中央金庫「ケイエール」（2022年）

### PV
- 東京ディズニーランド（2003年）
- メットライフ生命保険（2018年）

### ミュージックビデオ
- Vシネマ『織田同志会 織田征仁 Another』主題歌「明日が最後の日」（2023年、監督： SHU） - 極悪非道連合会会長 相澤鯛孫